# Gymnothorax griseus
 Gymnothorax griseus és una espècie de peix de la família dels murènids i de l'ordre dels anguil·liformes.

## Morfologia
Els mascles poden assolir els 65 cm de longitud total.

## Distribució geogràfica
Es troba a l'oest de l'Índic, incloent-hi el Mar Roig.